# 遼陽府
遼陽府（りょうようふ）は、中国にかつて存在した府。遼代から清初にかけて、現在の遼寧省遼陽市一帯に設置された。

## 概要
919年（神冊4年）、契丹により遼陽故城に東平郡が立てられ、防禦州とされた。928年（天顕3年）、東丹国が天福城から遼陽城に移され、東平郡は南京に昇格した。938年（天顕13年）、南京は東京と改められ、遼陽府が置かれた。東京遼陽府は東京道に属し、遼陽・仙郷・鶴野・析木・紫蒙・興遼・粛慎・帰仁・順化の9県を管轄した。
金のとき、東京遼陽府は東京路に属し、遼陽・鶴野・宜豊・石城の4県と長宜鎮を管轄した。
1288年（至元25年）、元により東京遼陽府は遼陽路と改められた。遼陽路は遼陽等処行中書省に属し、遼陽県と蓋州・懿州の2州1県を管轄した。
1371年（洪武4年）、明により定遼中衛に定遼都衛が置かれた。1375年（洪武8年）、定遼都衛は遼東都指揮使司と改められた。遼東都指揮使司は山東省に属し、25衛と自在州・安楽州を管轄した。
1653年（順治10年）、清により遼陽府が置かれた。1657年（順治14年）、遼陽府の府治は盛京城に移転され、遼陽府は奉天府と改称された。奉天府は盛京将軍に属し、承徳・開原・鉄嶺・海城・蓋平・遼陽州・復州・金州庁の1庁2州5県を管轄した。
1912年、中華民国により奉天府は廃止された。